# Sielczyk
Sielczyk – część miasta oraz dzielnica Białej Podlaskiej w województwie lubelskim, położona nad Krzną na wschodnich rubieżach miasta. Ich główną osią jest ulica Sielczyk.

## Historia
Sielczyk to dawna wieś. W latach 1867–1954 należał do gminy Sidorki w powiecie bialskim, początkowo w guberni siedleckiej, a od 1919 w woj. lubelskim. Tam 14 października 1933 wszedł w skład gromady o nazwie Sielczyk w gminie Sidorki, składającej się ze wsi Sielczyk i kolonii Szundery.
Podczas II wojny światowej Sielczyk włączono do Generalnego Gubernatorstwa (dystrykt lubelski, Kreis Biala). W 1943 roku liczba mieszkańców wynosiła 377. Po wojnie ponownie w województwie lubelskim, jako jedna z 19 gromad gminy Sidorki w reaktywowanym powiecie bialski.
W związku z reformą znoszącą gminy jesienią 1954 roku, Sielczyk włączono do nowo utworzonej gromady Sidorki, a po jej zniesieniu 1 stycznia 1960 – do nowo utworzonej gromady Biała Podlaska. Tam przetrwał do końca 1972 roku, czyli do kolejnej reformy gminnej.
1 stycznia 1973 Sielczyk wszedł w skład nowo utworzonej gminę Biała Podlaska w powiecie bialskim. W latach 1975–1979 należały administracyjnie do województwa bialskopodlaskiego.
1 grudnia 1979 Sielczyk włączono do Białej Podlaskiej.